# PSA Super Series Finals 1995/96
Die 3. PSA Super Series Finals der Herren fanden vom 21. bis 24. März 1996 in der Galleria in Hatfield, England statt. Das Turnier war mit 40.000 US-Dollar dotiert.
Titelverteidiger Jansher Khan kam nicht über die Gruppenphase hinaus, er unterlag im entscheidenden Spiel Del Harris in fünf Sätzen. Harris gewann das Endspiel gegen Brett Martin mit 10:8, 7:9, 9:4, 6:9 und 9:2.

## Ergebnisse

### Gruppe A

#### Tabelle
| Pos. | Spieler      | Spiele | Sätze |
| ---- | ------------ | ------ | ----- |
| 1    | Brett Martin | 2:1    | 8:3   |
| 2    | Rodney Eyles | 2:1    | 8:5   |
| 3    | Chris Walker | 1:2    | 5:8   |
| 4    | Mark Cairns  | 1:2    | 4:8   |

#### Ergebnisse
| Spieler      | Spieler      | Ergebnis                  |
| ------------ | ------------ | ------------------------- |
| Chris Walker | Rodney Eyles | 4:9, 10:8, 2:9, 9:5, 10:8 |
| Brett Martin | Mark Cairns  | 9:4, 10:8, 10:8           |
| Rodney Eyles | Mark Cairns  | 9:4, 7:9, 9:5, 9:6        |
| Brett Martin | Chris Walker | 10:8, 9:6, 9:6            |
| Rodney Eyles | Brett Martin | 10:8, 8:10, 9:3, 7:9, 9:7 |
| Mark Cairns  | Chris Walker | 10:8, 9:3, 7:9, 4:9, 9:2  |

### Gruppe B

#### Tabelle
| Pos. | Spieler       | Spiele | Sätze |
| ---- | ------------- | ------ | ----- |
| 1    | Del Harris    | 3:0    | 9:3   |
| 2    | Jansher Khan  | 2:1    | 8:3   |
| 3    | Peter Nicol   | 1:2    | 4:8   |
| 4    | Mark Chaloner | 0:3    | 2:9   |

#### Ergebnisse
| Spieler      | Spieler       | Ergebnis                   |
| ------------ | ------------- | -------------------------- |
| Del Harris   | Peter Nicol   | 10:8, 7:9, 9:6, 10:8       |
| Jansher Khan | Mark Chaloner | 9:4, 10:8, 9:4             |
| Peter Nicol  | Mark Chaloner | 9:5, 10:8, 8:10, 8:10, 9:5 |
| Del Harris   | Jansher Khan  | 9:4, 8:10, 8:10, 9:6, 9:6  |
| Del Harris   | Mark Chaloner | 9:1, 9:6, 10:8             |
| Jansher Khan | Peter Nicol   | 9:7, 10:8, 9:3             |

### Finale
| Spieler    | Spieler      | Ergebnis                 |
| ---------- | ------------ | ------------------------ |
| Del Harris | Brett Martin | 10:8, 7:9, 9:4, 6:9, 9:2 |